# Tommy Troelsen
Tommy Brian Troelsen (Nykøbing Mors, 1940. július 10. – 2021. március 9.) olimpiai ezüstérmes dán labdarúgó, csatár, edző.

## Pályafutása

### Klubcsapatban
1957 és 1968 között a Vejle BK labdarúgója volt, ahol egy bajnoki címet és két dánkupa-győzelmet ért el a csapattal. Az aktív labdarúgástól 1968-ban vonult vissza.

### A válogatottban
1959 és 1968 között 16 alkalommal szerepelt a dán válogatottban és öt gólt szerzett. Tagja volt az 1960-as római olimpián részt vevő válogatottnak, amely ezüstérmet szerzett.

### Edzőként
1976 és 1980 között a dán U21-es válogatott vezetőedzőjeként tevékenykedett.

## Sikerei, díjai
Dánia
- Olimpiai játékok
  - ezüstérmes: 1960, Róma

 Vejle BK
- Dán bajnokság
  - bajnok: 1958
- Dán kupa
  - győztes (2): 1958, 1959